# Вілсон Кіпсанг Кіпротіч
Вілсон Кіпсанг Кіпротіч  (англ. Wilson Kipsang Kiprotich, 15 березня 1982) — кенійський легкоатлет, олімпійський медаліст, рекордсмен світу з марафонського бігу (2013).

## Результати

### Змагання
| Рік  | Змагання         | Місто     | Дисципліна   | Час     | Місце |
| ---- | ---------------- | --------- | ------------ | ------- | ----- |
| 2009 | Чемпіонат світу  | Бірмінгем | Напівмарафон | 1:00.08 | 4     |
| 2012 | Олімпійські ігри | Лондон    | марафон      | 2:09.37 | III   |

| Рік  | Змагання               | Час        | Місце |
| ---- | ---------------------- | ---------- | ----- |
| 2010 | Франкфуртський марафон | 2:04.57    | 1     |
| 2010 | Паризький марафон      | 2:07.13    | 3     |
| 2011 | Франкфуртський марафон | 2:03.42    | 1     |
| 2012 | Лондонський марафон    | 2:04.44    | 1     |
| 2012 | Гонолульський марафон  | 2:12.31    | 1     |
| 2013 | Берлінський марафон    | 2:03.23 WR | 1     |

## Премії, заробітки
- За перемогу в Берлінському марафоні-2013 Кіпсанг Кіпротіч одержав премію в €40 000, а за світовий рекорд — ще додатково €50 000[2].

## Цікаві факти
Для більш ретельної підготовки до успішного виступу на Берлінському марафоні 2013 Кіпсанг Кіпротіч відмовився від участі в літньому чемпіонаті світу 2013 з легкої атлетики в Москві.

## Виноски
1. ↑  Світовий рекорд -Офіційні результати 40-го Берлінського марафону — 2013
2. ↑  Вільсон Кіпсанг встановлює світовий рекорд [Архівовано 2 жовтня 2013 у Wayback Machine.] — Die ZEIT, 28.09.2013 (нім.)
3. ↑  Spiegel: 42,195 кілометрів за 2:03:23 [Архівовано 30 вересня 2013 у Wayback Machine.] (video)(нім.)